# Lǚ Mǔ
Lǚ Mǔ (呂母, conosciuta anche come Madre Lǚ; Rizhao, ... – 18) è stata una rivoltosa cinese che si ribellò contro la dinastia Xin dopo che suo figlio era stato giustiziato dal governo per un reato minore.
Ciò la rese la prima donna a guidare una rivolta nella storia cinese. Dopo la sua morte avvenuta per malattia i suoi seguaci si distinsero nella cosiddetta "rivolta delle sopracciglia rosse", che giocò un ruolo significativo nella caduta della dinastia Xin e nella restaurazione della dinastia Han da parte di Liu Xiu.

## Biografia
Lǚ Mǔ nacque nella contea di Haiqu (海曲縣), nell'odierna Rizhao. Il Libro degli Han posteriori riporta che la sua famiglia era molto ricca. Nel 9 d.C. il primo ministro Wang Mang usurpò il trono imperiale e si autoproclamò imperatore della dinastia Xin. Le sue politiche avverse alla ricca classe dei proprietari terrieri e la crisi economica causata dall'inondazione del Fiume Giallo indebolirono ulteriormente la legittimità del suo governo.
Nel 14 d.C. Lü Yu (呂育), il figlio di Lǚ Mǔ che aveva prestato servizio nel governo della contea di Haiqu, venne giustiziato dal magistrato della contea per un reato minore. Per vendicare la sua morte Lǚ Mǔ ordì una rivolta ingraziandosi i poveri contadini e acquistando armi e provviste grazie alle sue cospicue finanze. Presto radunò un esercito di diverse migliaia di persone che erano già insoddisfatte del governo, assunse il titolo di generale e guidò le sue forze ribelli a prendere d'assalto la capitale della contea di Haiqu. Dopo aver catturato il magistrato della contea, lo decapitò e sacrificò la sua testa sulla tomba di suo figlio. Il suo gesto fece da apripista per le successive rivolte scoppiate nel Paese contro Wang Mang e il suo esercito raggiunse celermente decine di migliaia di unità, fino a quando non fu stroncata da una malattia nel 18 d.C.
Dopo la sua morte la maggior parte dei seguaci si unì a Fan Chong, un ribelle della contea di Ju. L'esercito congiunto divenne noto con il nome di "sopracciglia rosse" e fu una delle due principali forze ribelli che avrebbero rovesciato il regime di Wang Mang.
Gli storici attribuiscono a Lǚ Mǔ l'inizio dell'ondata di rivolte che portò alla caduta della dinastia Xin e alla restaurazione della dinastia Han da parte di Liu Xiu, il primo imperatore degli Han orientali.